# Matt Day
Matthew "Matt" Day es un actor y productor australiano, con numerosas participaciones en cine y televisión.

## Biografía
Es hijo de una maestra inglesa y de un corresponsal, tiene un hermano menor llamado Chris Day. Sus padres se divorciaron cuando Matt era pequeño. Está casado con la periodista Kirsty Thomason, la pareja tiene un hijo Jackson Day.

## Carrera
En 1989 se unió al elenco principal de la serie A Country Practice, donde interpretó a Julian "Luke" Ross hasta 1993.
En el 2002 se unió al elenco de la película Shackleton donde interpretó al famoso fotógrafo y aventurero australiano Frank Hurley.
En el 2006 apareció como invitado en la exitosa y popular serie británica de espías Spooks, donde interpretó a Neil Sternin.
En el 2009 se unió al elenco principal de la serie australiana Tangle donde interpretó al doctor Gabriel Lucas, el interés romántico de Ally Kovac (Justine Clarke), hasta el final de la serie en el 2012.
En el 2010 apareció como invitado en la popular serie Underbelly: The Golden Mile donde interpretó al inspector Sid Hillier. Ese mismo año se unió al elenco principal de la serie australiana Rake donde interpreta al abogado David "Sorry" Potter, hasta ahora.
En el 2011 interpretó al abogado Daniel Ritchie en la miniserie Paper Giants: The Birth of Cleo.
En el 2013 se unió al elenco principal de la serie australiana Reef Doctors donde interpretó a Andrew Walsh, el exesposo de la doctora Sam Stewart (Lisa McCune), hasta el final de la serie ese mismo año luego de que esta fuera cancelada al finalizar la primera temporada.

## Filmografía[4]

### Series de Televisión
| Año             | Serie                           | Personaje          | Notas                         |
| --------------- | ------------------------------- | ------------------ | ----------------------------- |
| 2017 - presente | Wolf Creek                      | Brian              | 6 episodios                   |
| 2010 - presente | Rake                            | David Potter       | 32 episodios                  |
| 2017            | Love Child                      | Padre Ross         | 7 episodios                   |
| 2014            | Black Comedy                    | Invitado           | 5 episodios                   |
| 2013            | Reef Doctors                    | Prof. Andrew Walsh | 13 episodios                  |
| 2012            | Lowdown                         | Tyson              | episodio "A Bollywood Ending" |
| 2012            | Miss Fisher's Murder Mysteries  | Henry Rhodes       | episodio "King Memses' Curse" |
| 2009 - 2012     | Tangle                          | Dr. Gabriel Lucas  | 22 episodios                  |
| 2011            | Paper Giants: The Birth of Cleo | Daniel Ritchie     | 2 episodios - miniserie       |
| 2010            | Underbelly: The Golden Mile     | Sid Hillier        | 3 episodios                   |
| 2007            | Secret Diary of a Call Girl     | Recepcionista      | episodio # 1.3                |
| 2006            | Spooks                          | Neil Sternin       | 2 episodios                   |
| 2006            | The Chase                       | David Nichols      | 3 episodios                   |
| 2006            | Hotel Babylon                   | Richard            | episodio # 1.4                |
| 2005            | Life Isn't All Ha Ha Hee Hee    | Martin             | -                             |
| 2000            | Farscape                        | Consejero Tyno     | 3 episodios                   |
| 1996            | Water Rats                      | Matthews           | episodio "Old Flame"          |
| 1995            | Snowy River: The McGregor Saga  | Pete Reilly        | episodio "The Reilly Gang"    |
| 1994            | The Bob Morrison Show           | Jake Duffy         | 26 episodios                  |
| 1989 - 1993     | A Country Practice              | Julian "Luke" Ross | 227 episodios                 |
| 1988            | House Rules                     | -                  | -                             |
| 1987            | The Bartons                     | Paul Barton        | episodio # 1.1                |

### Películas
| Año  | Películas                            | Personaje             | Notas |
| ---- | ------------------------------------ | --------------------- | --- |
| 2013 | The Outlaw Michael Howe              | Robert Knowpood       | junto a Brendan Cowell, Mirrah Foulkes, Damon Gameau & Damon Herriman                                         |
| 2009 | My Year Without Sex                  | Ross                  | junto a William McInnes, Roger Oakley, Jonathan Segat & Sacha Horler                                          |
| 2008 | The Informant                        | Cameron Clifford      | junto a Colin Friels, William McInnes, Leeanna Walsman, Salvatore Coco & Stephen Curry                        |
| 2008 | SE One                               | John                  | corto - junto a Sam Green                                                                                     |
| 2007 | The Commander: The Devil You Know    | Eric Thornton         | junto a Amanda Burton, Mark Lewis Jones, Celia Imrie, Nicola Stapleton & Adam James                           |
| 2006 | Scoop                                | Jerry Burke           | junto a Hugh Jackman, Ian McShane, Scarlett Johansson & Kevin McNally                                         |
| 2005 | The Blitz: London's Longest Night    | William White         | junto a Christopher Fox & Sally Leonard                                                                       |
| 2005 | Hell Has Harbour Views               | Hugh Walker           | junto a Lisa McCune, Steve Bisley, Peter O'Brien, Roy Billing, David Field, Freya Stafford & Marta Dusseldorp |
| 2003 | And Starring Pancho Villa as Himself | John Reed             | junto a Antonio Banderas, Jim Broadbent, Colm Feore, Alexa Davalos, Anthony Head & Damián Alcázar             |
| 2002 | The Hound of the Baskervilles        | Sir Henry Baskerville | junto a Richard Roxburgh, Ian Hart, Richard E. Grant, Geraldine James & Danny Webb                            |
| 2002 | Green-Eyed Monster                   | Liam McGuire          | junto a Gregg Chillin, Ray Stevenson, Emma Fielding & Hugo Speer                                              |
| 2002 | Shackleton                           | Frank Hurley          | junto a Kenneth Branagh, John Grillo, Eve Best, Embeth Davidtz & Danny Webb                                   |
| 2001 | My Brother Jack                      | David Meredith        | junto a Sullivan Stapleton, Simon Lyndon, Claudia Karvan, William McInnes & Felix Williamson                  |
| 2000 | Muggers                              | Brad Forrest          | junto a Jason Barry, Petra Yared, Rob Carlton, Chris Haywood, Marshall Napier & Nicola Charles                |
| 2000 | The Love of Lionel's Life            | Lionel                | junto a Alex Dimitriades & Nadine Garner                                                                      |
| 1998 | The Sugar Factory                    | Harris Berne          | junto a Anthony Hayes, John Waters, Marshall Napier, Sam Healy & Helen Dallimore                              |
| 1998 | Fetch                                | -                     | corto - junto a Rebecca Frith                                                                                 |
| 1997 | Doing Time for Patsy Cline           | Padre                 | junto a Richard Roxburgh, Miranda Otto, Roy Billing, Tony Barry & Wayne Pygram                                |
| 1997 | The Two-Wheeled Time Machine         | Henry Howard          | corto - junto a Essie Davis, Ron Blair & Jennifer Cloher                                                      |
| 1997 | Kiss or Kill                         | Al Fletcher           | junto a Frances O'Connor, Barry Otto, Chris Haywood & Max Cullen                                              |
| 1996 | Dating the Enemy                     | Rob                   | junto a Guy Pearce, Claudia Karvan, John Howard, Christine Anu & Anja Coleby                                  |
| 1996 | Love and Other Catastrophes          | Michael Douglas       | junto a Alice Garner, Frances O'Connor, Radha Mitchell, Suzi Dougherty & Kim Gyngell                          |
| 1996 | The Beast                            | Cosgrove              | junto a William Petersen, Charles Martin Smith, Robert Mammone, Marshall Napier & Les Hill                    |
| 1995 | This Marching Girl Thing             | Peter                 | corto - junto a Toni Collette, Jenny Apostolou & Fiona Clarke                                                 |
| 1994 | Muriel's Wedding                     | Brice Nobes           | junto a Toni Collette, Rachel Griffiths, Bill Hunter, Chris Haywood, Genevieve Picot & Jeanine Drynan         |

### Productor, Director&Guionista
| Año  | Película      | Notas                                  |
| ---- | ------------- | -------------------------------------- |
| 2010 | Beat          | corto - director & guionista           |
| 2007 | Wish          | corto - director & guionista           |
| 2005 | My Everything | corto - productor ejecutivo & director |

### Teatro[8]
| Año  | Obra                                  | Personaje | Director (a)      | Teatro              | Notas                                                                 |
| ---- | ------------------------------------- | --------- | ----------------- | ------------------- | --------------------------------------------------------------------- |
| 2009 | The Wonderful World of Dissocia       | Guardia   | Marion Potts      | Wharf Theatre       | junto a Justine Clarke, Socratis Otto & Russell Dykstra               |
| 2008 | Scarlett O'Hara at the Crimson Parrot | -         | Simon Phillips    | Playhouse Theatre   | junto a Andrew McFarlane, Marney McQueen & Simon Wood                 |
| 1998 | Fred                                  | -         | Mary-Anne Gifford | -                   | junto a Jacki Weaver, Claudia Karvan, John Adam y Jacek Koman         |
| 1992 | Six Degrees of Separation             | -         | Wayne Harrison    | Drama Theatre       | junto a Jack Campbell, Bruce Hughes & Felix Williamson                |
| 1992 | Man of the Moment                     | -         | Sandra Bates      | York Theatre        | junto a Roy Billing, Denise Roberts & Michael Ross                    |
| 1988 | Black Rabbit                          | -         | Peter Oyston      | Studio Theatre      | junto a Kylie Belling & David Bradshaw                                |
| 1985 | Zigger Zagger                         | -         | Lynne Ruthven     | St. Martins Theatre | junto a Danni Ashcroft, Melanie McDougall, Kate Parker & Amanda Stock |
| -    | The Game of Love and Chance           | -         | -                 | New England Theatre | -                                                                     |
| -    | The Hobbit                            | -         | -                 | St Martin's Theatre | -                                                                     |

## Premios y nominaciones
| Año  | Categoría                                      | Premio      | Película/Serie | Resultado |
| ---- | ---------------------------------------------- | ----------- | -------------- | --------- |
| 2010 | Most Outstanding Male Performance By An Actor  | ASTRA Award | Tangle         | Nominado  |
| 1998 | Best Male Actor                                | FCCA Award  | Kiss or Kill   | Nominado  |
| 1997 | Best Performance by an Actor in a Leading Role | AFI Award   | Kiss or Kill   | Nominado  |